# أوزغيه أوزبرك
أوزغيه أوزبَرك (بالتركية: Özge Özberk)‏ ولدت في 13 أغسطس 1976، ممثلة تركية، مثلت في عدد من المسلسلات والأفلام والمسرحيات في تركيا.

## حياتها
ولدت في إسطنبول في تركيا عام 1976، ودرست المسرح في جامعة إسطنبول. أشهر الافلام التي شاركت فيها العيون الزرقاء الكبيرة، ومسلسل الأجنحة المنكسرة.

## أهم اعمالها
- المدبلجة إلى العربية :
  - مسلسل أكليل الورد
  - فيلم أبي وابني
  - مسلسل دقات قلب
  - البحر الذي في قلبي

## روابط خارجية
- ديفريم اوزكان على موقع IMDb (الإنجليزية)
- ديفريم اوزكان على موقع روتن توميتوز (الإنجليزية)
- ديفريم اوزكان على موقع قاعدة بيانات الأفلام العربية
- ديفريم اوزكان على موقع ألو سيني (الفرنسية)
- ديفريم اوزكان على موقع أول موفي (الإنجليزية)
- ديفريم اوزكان على موقع قاعدة بيانات الأفلام السويدية (السويدية)
- ديفريم اوزكان على موقع قاعدة بيانات الفيلم (الإنجليزية)
- ديفريم اوزكان على موقع كينوبويسك (الروسية)